# Webby Awards
Els Premis Webby són uns guardons internacionals, atorgats anualment per The International Academy of Digital Arts and Sciences (Acadèmia Internacional d'Arts Digitals i les Ciències), que premien l'excel·lència a Internet en diferents categories, com ara de pàgines web, publicitat interactiva, cinema i vídeo en línia i mòbils. Es seleccionen dos vencedors per categoria.

## Història

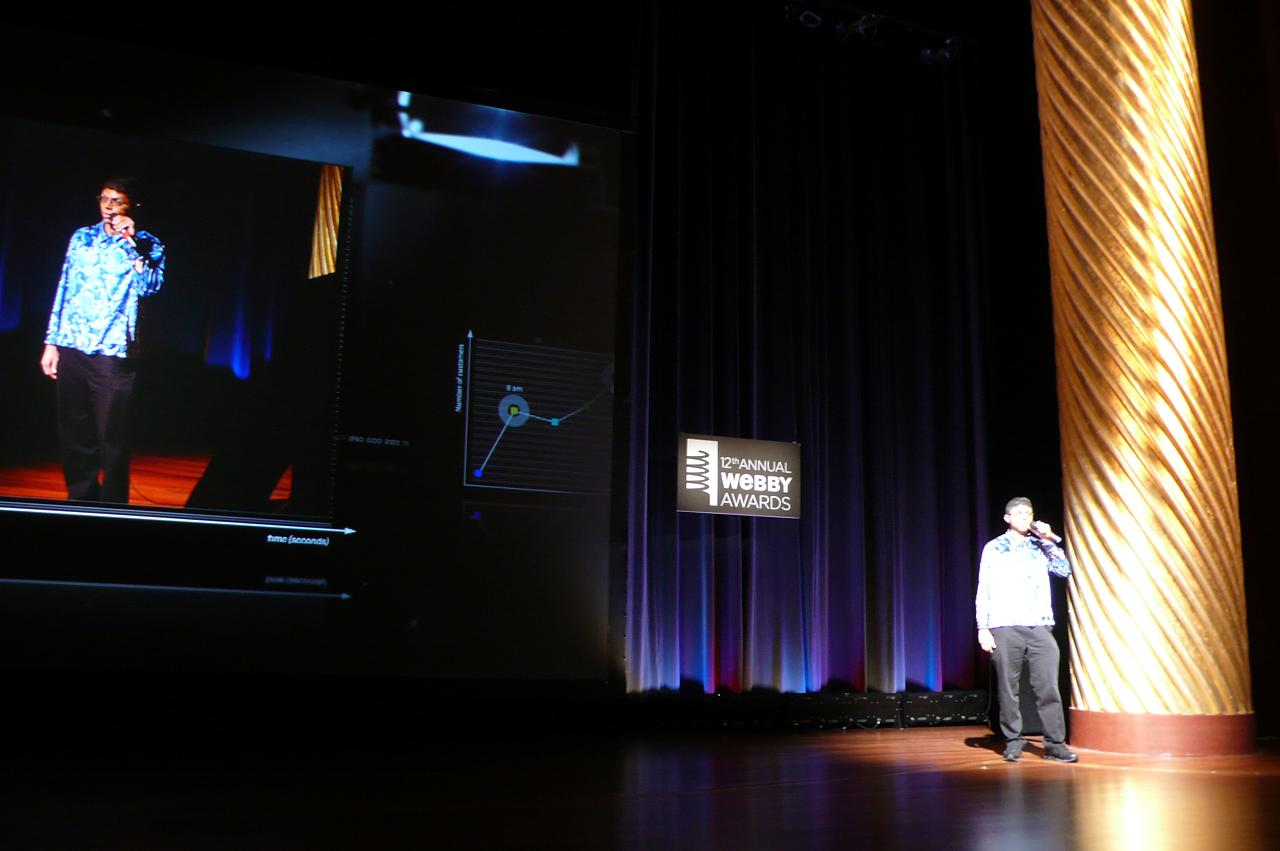
2008 Webby Awards, Chocolate Rain.

Estrenada el 1996, Al començament el Webby Awards va ser patrocinat per The Web Magazine, quin era publicada per IDG. La primera cerimònia, es va fer a San Francisco el 1997, produïda per Tiffany Shlain. Després del tancament de The Web Magazine el 1998, les cerimònies varen continuar com a activitat independent.
La International Academy of Digital Arts and Sciences, que selecciona els guanyadors dels Webby Awards, es va fundar el 1998. Els Membres de l'Acadèmia inclouen David Bowie, Martha Stewart, Harvey Weinstein, Arianna Huffington, Matt Groening, Biz Stone, l'inventor d'Internet Vinton Cerf, Virgin Group Chairman Richard Branson, i el president i director general de R/GA Bob Greenberg.
Des de 2005, els Webby Awards són propietat i els gestiona Recognition Media, que també gestiona els Telly Awards i altres programes de premis.
El 2006, Els Webby Awards presentaven categories noves premiant publicitat interactiva i vídeos i pel·lícules originals estrenats a Internet.
El 2007, Els Webby Awards presentaven noves categories premiant Llocs Web per a mòbils.
El 2009, en el tretzè any de Webby Awards rebia gairebé 10.000 propostes dels 50 estats i de 60 països. Aquell mateix any, s'emetien més de 500.000 vots a The Webby People's Voice Awards.

## Proces de Nominació
Durant la convocatòria a presentar candidatures, se-n'hi presenten milers, primer, cada una és valorada per membres associats de la International Academy of Digital Arts & Sciences Les candidatures que reben les qualificacions més altes durant aquesta primers ronda de votacions s'inclouen en llistes curtes per categories són avaluades per membres executius de l'Acadèmia.
Els membres executius de l'Acadèmia experts en cada categoria específica avaluen les candidatures d'aquestes llistes sobre la base del lloc web, els criteris de Interactive Advertising & Media and Film & Video, i els vots emesos per determinar els premiats Webby, Nominats Webby i Premiats Webby. Price Waterhouse Coopers audita els resultats.
A més a més del premi atorgat a cada categoria per la International Academy of Digital Arts and Sciences, se selecciona un altre guanyador en cada categoria determinat pel públic en general durant el People’s Voice voting. Tots els guanyadors, tant els seleccionats per l'Acadèmia com els premis seleccionats pels People’s Voice voting són conviden als Webbys.

## Premis concedits
Els Premis Webby es presenten en més de cent categories entre els quatre tipus de candidatures. Un lloc web es pot presentar en múltiples categories i rebre múltiples premis.
En cada categoria, es reparteixen dos premis: un Webby Award seleccionat per la International Academy of Digital Arts and Sciences, i un premi de People's Voice Award seleccionat pel públic en general.
Els guanyadors en les passades convocatòries inclouen Amazon.com, eBay, Yahoo!, iTunes, Google, Fedex, BBC News, CNN, Msnbc, The New York Times, NPR, Salon Magazine, Facebook, Meetup, Viquipèdia, Flickr, ESPN, Comedy Central, PBS, La Xarxa de notícies The Onion, Els Webisodis The Office, i My Damn Channel.
Cada any, l'Acadèmia Internacional d'Arts Digitals i Ciències també honra individus amb Webby Special Achievement Awards. Els guanyadors de Webby Special Achievement passats inclouen Al Gore, Prince, David Bowie, Meg Whitman, Tim Berners-Lee, Lorne Michaels, Craig Newmark, Thomas Friedman, Stephen Colbert, Michel Gondry i els Beastie Boys.

## Cerimònia
Des de 2005, Els Webby Awards s'han presentat a la Ciutat de Nova York.Seth Meyers de Saturday Night Live va hostatjar els Webby Awards el 2008 i 2009. Robar Corddry va hostatjar la cerimònia de 2005 a 2007.
Els Webbys són famosos per limitar la mida del discurs dels premiats a cinc paraules, que sovint són humorístiques, encara que alguns excedeixen el límit. El 2005 quan va acceptar el seu premi al Lifetime Achievement, el discurs de l'expresident Al Gore va ser: "Please don't recount this vote." ("Si us plau no recompteu aquest vot) Havia estat presentat per Vinton Cerf (l'inventor d'Internet) que va fer servir el mateix format per dir "Tots nosaltres vàrem inventar Internet."
El 2008, Stephen Colbert cridava. "Me. Me. Me. Me. Me” (Jo. Jo. Jo. Jo. Jo)" en acceptar el seu premi a Webby Person de l'any. En acceptar el premi al millor Blog polític el 2008, el discurs d'Arianna Huffington era “President Obama ... Sounds good, right?"(President Obama... Sona bé, oi?)
Altres discursos populars inclouen "Can any one fix my computer?" (Algú pot arreglar el meu ordinador?) (els Beastie Boys); "Every thing you think is true" (Tot el que penseu és cert) (Prince; "Thank God Conan got promoted" (Gràcies a Deu Conan va [deu] ser premiat) (Jimmy Fallon) i "Free, open... Keep one Web" (Jimmy Fallon) i "Lliure, obert... Quedi's un web" (Tim Berners-Lee).

## Crítica
Els Webbies s'han criticat per la seva política de paga-per-participar i paga-per-assistir (els guanyadors i els candidats també han de pagar per assistir a la cerimònia de lliurament) i, per tant, per no prendre la majoria dels llocs web en consideració abans de distribuir els seus premis. Gawker, la seva columna de Valleywag, i altres, han dit que els premis són una estafa, Valleywag diu " ...en algun lloc de passada, els organitzadors imaginaven que aquest ximpleria es podria munyir per fer beneficis."
En la resposta, del director executiu de Webby Awards David-Michel Davies deia al Wall Street Journal que les quotes per presentar candidatures "subministren el millor i més sostenible model per assegurar que el nostre procés d'avaluació romangui coherent i rigorós i no sigui dependent de coses com esponsoritzacions que poden fluctuar d'any a any."